# Autoretrat de Dürer (Prado)
Autoretrat de Dürer és una obra del pintor alemany Albrecht Dürer. És un oli sobre taula, pintat en 1498. Mesura 52 cm d'alt i 41 cm d'ample, sent així el més petit dels seus autoretrats. S'exhibeix actualment en el Museu del Prado de Madrid.

## Història
Albrecht Dürer, fill d'un orfebre hongarès que es va establir a Nuremberg, és el màxim representant del Renaixement a Alemanya. Aquest Autoretrat ho va pintar en 1498, un any transcendent per a la seva carrera: és el mateix any en el qual va publicar la seva famosa sèrie de gravats de l'Apocalipsi, entallada en xilografia sobre planxes de boix. Havia tornat del seu primer viatge a Itàlia, la qual cosa es nota en l'estil d'aquest quadre: s'observa influència de l'escola veneciana i llombarda, en particular, de Giovanni Bellini.
En 1636 aquest quadre va ser regalat per l'ajuntament de Nuremberg a Carles I d'Anglaterra, juntament amb un retrat del pare de l'artista als 70 anys, que generalment se li atribueix (National Gallery de Londres). Cap a 1648 el gravador Václav Hollar va reproduir l'Autoretrat a l'aiguafort; aquesta còpia mostra l'efígie en posició invertida.
Quan Carles I va ser jutjat i decapitat en 1649, els seus béns es van vendre en almoneda i l'autoretrat de Dürer va ser adquirit (mitjançant intermediaris) per Felip IV de Castella. Va romandre en la col·lecció real espanyola fins a l'obertura del Museu del Prado.

## Anàlisi del quadre
Es representa com un gentilhome de la noblesa, vigorós i jove, amb una altivesa gairebé arrogant. Està vestit elegantment, molt escotat, amb el cabell i la barba molt cuidats, com en un retrat de Bartolommeo Veneto. L'abillament no és només reflex d'una personalitat refinada, sinó que també palesa el benestar econòmic de l'artista; la sanefa de l'escot sembla brodada amb fil d'or i els guants de pell eren un article de luxe en aquella època. Cap artista medieval es va representar a si mateix amb tal elegància.
D'aquesta forma s'expressa la idea de Dürer d'enaltir-se, pretenent ser una mica més que un nero artesà, atès que en aquell temps els artistes tenien una imatge poc estimada en ser tinguts per simples artesans. Dürer volia fer veure al món que l'artista era un ofici amb contingut intel·lectual i gens menyspreable, que mereixia destacar entre altres professions a les quals es comparava, com les d'ebenista, sabater, sastre, etc.
Tot i que Dürer pinta tota la seva roba fina i molt detallada, el seu rostre no està idealitzat: té les parpelles lleugerament caigudes i prominent nas. Dürer es va pintar tal qual era. Així i tot, el seu cabell sembla daurat i brilla; un acostament a aquest ens revela que està pintat amb extrem detallisme i mestratge, com si hagués estat pintat cabell per cabell. La finestra al fons és un element que estava de moda en els retrats venecians d'aquells temps.
Al fons, sota el marc de la finestra es mostra una inscripció que diu: "1498. Ho vaig pintar a la meva pròpia imatge. Tinc 26 anys." Sota això es mostra la seva signatura i el monograma que caracteritza diverses de les seves obres: una A i una D sota aquesta.
A través de la finestra, s'albira un paisatge. Aquesta integració del retrat en un espai que li serveix de marc és de clara influència italiana.

## Els autoretrats de Dürer
Dürer va ser el primer pintor occidental que es va representar a si mateix en diversos autoretrats, al llarg de la seva vida. Gràcies a ells, es pot veure l'evolució humana de l'artista. Precisament l'obra seva més antiga que es conserva és un autoretrat realitzat a punta de plata, que és un tipus de gravat en el qual no hi ha cap rectificació. Ho va fer l'any 1484, quan tenia 13 anys. Es conserva en el museu Albertina que es troba a Viena, al costat d'altres obres de l'autor com La llebre.

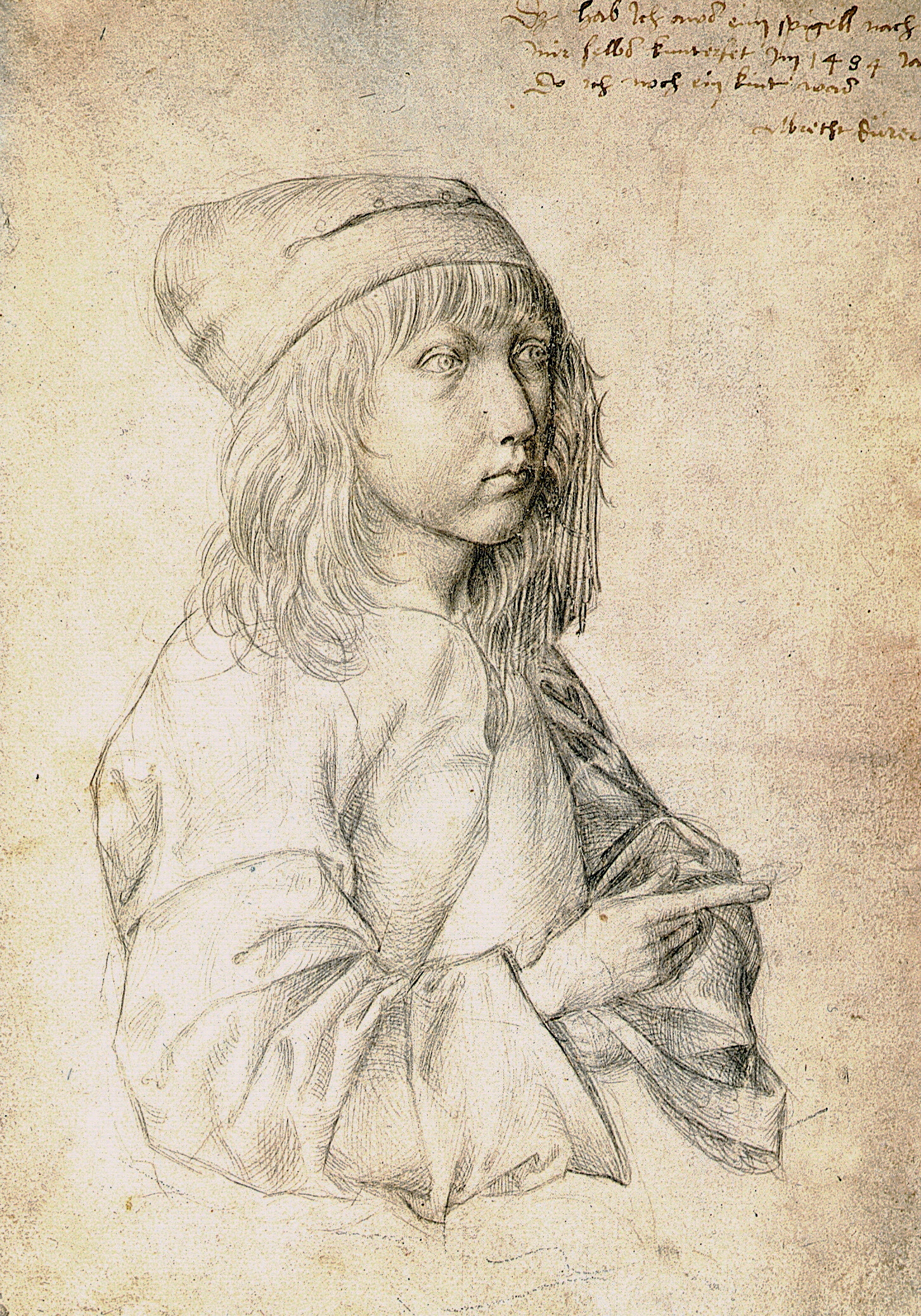
Autoretrat als tretze anys, Albertina, 1484
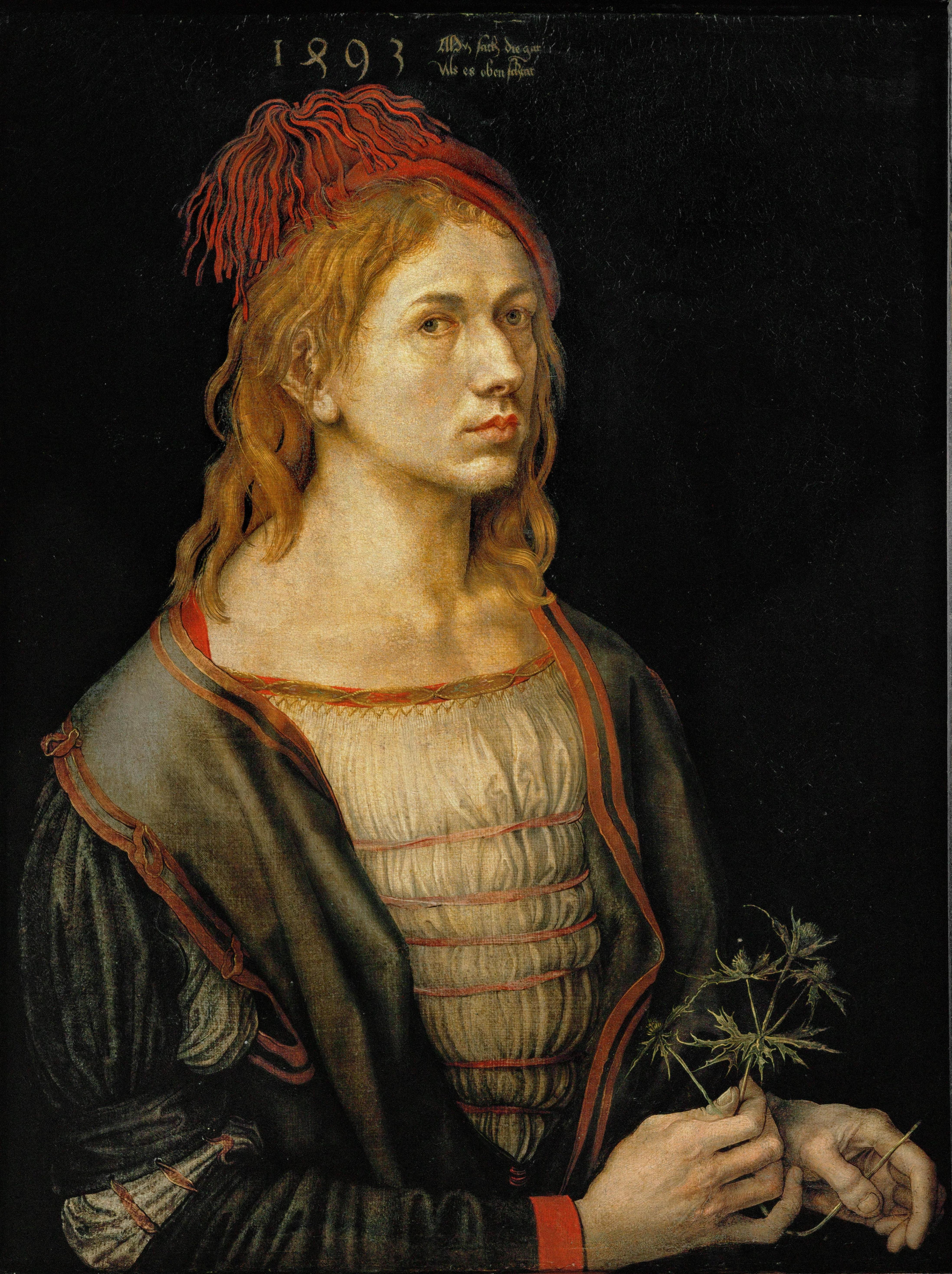
Autoretrat del Louvre, 1493
Autoretrat del Museu del Prado, 1498
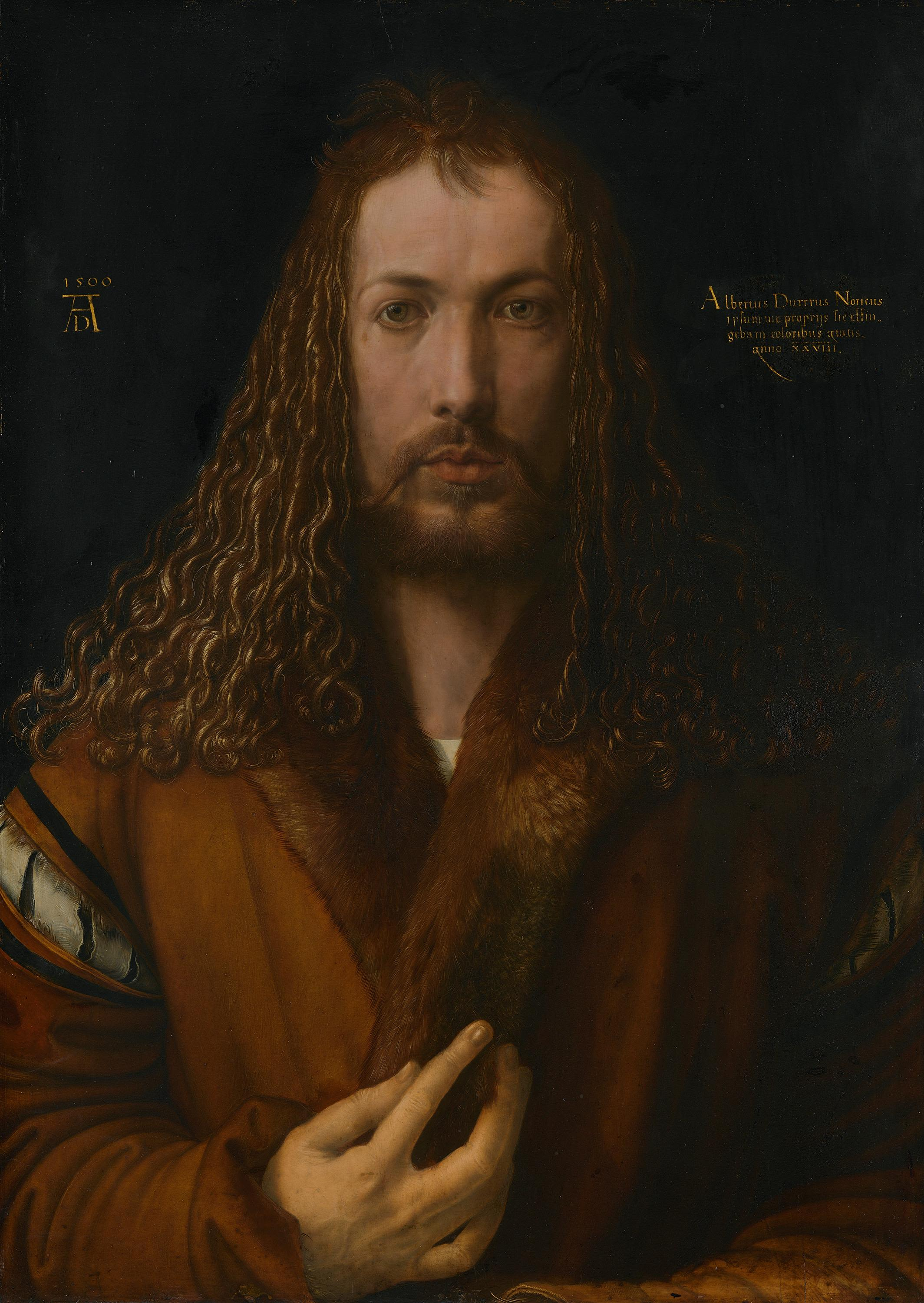
Autoretrat de Múnic, 1500

En 1493 va pintar l'Autoretrat que es conserva en el Museu del Louvre, realitzat sobre paper després pegat al llenç, amb les següents dimensions: 57 × 45 cm. Apareix imberbe, adolescent, amb una ramita de card a les mans, símbol del sofriment de Crist. L'autoretrat de 1493 mostra a un Dürer molt més jove, de 22 anys. Si s'ha de jutjar pel seu pentinat i aparença, sembla que el moment que transcorria era d'una pobresa relativa. És una 
En 1500, dos anys després de l'Autoretrat del Prado, pinta l'Autoretrat que es conserva en la Alte Pinakothek de Múnic, de 67 × 49 cm. En aquest se li veu frontalment, vestit de pelliza, amb llargs cabells i una expressió seriosa i serena, recordant un “Ecce homo”. Si algú que ho veiés no sabés que ho va fer Dürer, pensaria que és Crist, amb els cabells daurats emmarcant un rostre allargat i serè, recordant la iconografia de Jesucrist.